# Nycticebus bengalensis
Il loris lento del Bengala (Nycticebus bengalensis) è una specie di primate strepsirrino della famiglia dei lorisidi.
Viene da molti considerato una sottospecie di Nycticebus coucang (N. coucang bengalensis): alla specie è ascritta inoltre una sottospecie (Nycticebus bengalensis tenasserimensis, ex Nycticebus coucang tenasserimensis) dai caratteri intermedi fra le due specie e quindi di dubbia classificazione.

## Distribuzione
La specie è diffusa in Bangladesh orientale (da qui il nome), Assam, Birmania, Thailandia ed Indocina.

## Descrizione
È assai simile a Nycticebus coucang, dal quale si differenzia per l'assenza di "bretelle" che uniscono le macchie oculari romboidali (in questa specie poco estese od appena abbozzate) alla banda marrone che percorre la spina dorsale.